# Perrhybris
Perrhybris is een geslacht in de orde van de Lepidoptera (vlinders) familie van de Pieridae (Witjes).
Perrhybris werd in 1819 beschreven door Hübner.

## Soorten
Perrhybris omvat de volgende soorten:
- P. boyi Zikán, 1949
- P. flava Oberthür, 1896
- P. lorena (Hewitson, 1852)
- P. lypera (Kollar, 1850)
- P. pamela (Stoll, 1780)
- P. rosenbergi Butler, 1896
- P. sordidecinereus Goeze, 1779
- P. sulphurata Butler, 1896